# Cratyna muscicola
Cratyna muscicola är en tvåvingeart som först beskrevs av Franz Lengersdorf 1929.  Cratyna muscicola ingår i släktet Cratyna och familjen sorgmyggor. Inga underarter finns listade i Catalogue of Life.